# Synagoga w Baranowie
Synagoga w Baranowie – nieistniejąca synagoga w Baranowie. Znajdowała się przy ulicy Bożniczej.
Pierwsza synagoga w Baranowie, zwana Starą Synagogą, istniała już w XVII wieku. Mieściła się w  zachodnio-południowym krańcu rynku w okolicy ulic Bożnicznej i Rybnej. Po wybudowaniu przez gminę żydowską nowej synagogi, budynek zapewne przejął funkcję bejt ha-midrasz lub bet midrasz (dom nauki). 
Nowa Synagoga w Baranowie została wybudowana pod koniec XIX wieku. Podobnie jak Stara Synagoga była wybudowana z drewna. Brak wiadomości o wyglądzie budynku. 
Gmina żydowska, oprócz wspomnianych synagog, posiadała na terenie miejscowości łaźnię oraz rzeźnię. 